# Преториус, Михаэль
Михаэль Прето́риус (Praetorius; настоящая фамилия Шульц; 15 февраля 1571, Кройцбург, близ Эйзенаха — 15 февраля 1621, Вольфенбюттель) — немецкий теоретик музыки, композитор и органист. Автор крупнейшего в Германии XVII века музыкального трактата «Устройство музыки» («Syntagma musicum»).

## Биография
Учился в Латинских школах Торгау (1573) и Цербста (1584), на теологическим факультете в университете Франкфурта-на-Одере (с 1582). С большой вероятностью, во Франкфурте Преториус познакомился с кантором Бартоломеем Гезием и брал у него уроки музыки. Гезию, как считается, Преториус обязан своим ревностным отношением к протестантской вере и живейшим интересом к протестантской музыке, которые отличали его на протяжении всей жизни. В 1587—1590 Преториус — органист франкфуртской Мариенкирхе. В 1595 году органист, в 1604 капельмейстер при дворе в Вольфенбюттеле. В 1613—1616 годах служил при саксонском дворе, где познакомился с Шютцем. Работал также в других городах Германии. Похоронен в церкви св. Марии в Вольфенбюттеле.

## Музыкальное творчество и наука
Писал, в основном, музыку для протестантского богослужения (мотеты, псалмы, «Духовные концерты», обработки лютеранских церковных песен), опубликованную большей частью в составе девяти сборников под названием «Сионские музы» («Musae Sioniae», 1605 - 1610). Опубликовал также ряд других сборников духовной вокальной музыки: «Eulogodia Sionia», «Hymnodia Sionia», «Megalynodia Sionia», «Missodia Sionia» (все — 1611), «Полигимния» ("Polyhymnia exercitatrix seu tyrocinium"; 1619), «Урания» ("Urania, oder Urano-Chorodia"; 1613) и др. 
Из светских сочинений сохранился только сборник танцевальной музыки (312 пьес) для инструментального ансамбля «Терпсихора, пятая из аонийских муз» ("Terpsichore, musarum aoniarum quinta", 1612).
Фундаментальный трактат «Устройство музыки» (лат. Syntagma musicum; задуман в четырёх томах, вышло три тома), написанный в жанре энциклопедии, охватывает все (кроме теории новейшей композиции) стороны современной Преториусу музыкальной теории и практики. Наибольшую ценность имеет второй том «De organographia», представляющий собой систематическое описание (со многими иллюстрациями) музыкальных инструментов, включая подробности исполнительской техники. Рассматривал проблемы музыкальной акустики, был сторонником среднетоновой темперации. Трактат Преториуса выполнял роль надёжного энциклопедического справочника для немецких музыкантов и теоретиков музыки XVII — первой четверти XVIII веков.

## Трактаты
- Syntagma musicum ex veterum et recentiorum ecclesiasticorum lectione, polyhistorum consignatione, variarum linguarum notatione, hodierni saeculi usurpatione, ipsius denique musicae artis observatione <…> («Устройство музыки согласно древним и новейшим церковным [писателям], удостоверенное полигисторами, на разных языках, с учетом, наконец, современной практики музыкального искусства»). Тома:

1. De musica sacra vel ecclesiastica (Wittenberg, 1615) (обширная компиляция из музыкальных теоретиков прошлого);
2. De organographia (Wolfenbüttel, 1618; 2-е расширенное издание: ib., 1619) (энциклопедия музыкальных инструментов, особенно подробно трактован орган);
3. [общего заголовка нет]: Pars 1. Asmatologia; Pars 2. Technologia; Pars 3. Heiragogia (Wolfenbüttel, 1618; репринт: ib., 1619) (музыкальные жанры, нотация и ритмика, техники композиции, термины, с акцентом на современный узус); translated and edited by Jeffery T. Kite-Powell (Oxford, 2004);

- Theatrum instrumentorum seu sciagraphia (Wolfenbüttel, 1620) (иллюстрированное приложение к т.2 трактата «Syntagma musicum»).

### Издания сочинений
- Gesamtausgabe der musikalischen Werke. Hrsg. v. Friedrich Blume. 21 Bde. Wolfenbüttel: G. Kallmeyer, 1928-1960.